# Crue du Mississippi de 1927
La crue du Mississippi de 1927 fut l'inondation la plus catastrophique de l'histoire des États-Unis. Les inondations provoquèrent la mort de plus 200 à 500 personnes et le déplacement forcé de 500 000 autres, le bilan variant de 247 à un millier.
Le débordement du Mississippi fut provoqué par d'intenses précipitations au cours de l'été 1926. Au printemps suivant, le Mississippi détruisit les digues en 145 points différents pour inonder 70 000 km2. L'inondation fit plus de 400 millions de dollars américains de dégâts (plus de 5 887 millions actuels) et affecta six États : l'Arkansas, l'Illinois, le Kentucky, la Louisiane, le Mississippi et le Tennessee.